# Hinterzarten
Hinterzarten – miejscowość i gmina uzdrowiskowa w Niemczech, w kraju związkowym Badenia-Wirtembergia, w rejencji Fryburg, w regionie Südlicher Oberrhein, w powiecie Breisgau-Hochschwarzwald, siedziba wspólnoty administracyjnej Hinterzarten. Leży ok. 25 km na wschód od Fryburga Bryzgowijskiego, położona na wysokości od 850 do 1200 m n.p.m.
Według danych z 31 grudnia 2010 roku liczba ludności wynosiła 2 627. Powierzchnia gminy wynosi 33,37 km².
Burmistrzem Hinterzarten do 15 maja 2010 był Hansjörg Eckert z Unii Chrześcijańsko-Demokratycznej. Obecny burmistrz to Klaus-Michael Tatsch.
W Hinterzarten znajduje się wiele farm, ale też skocznia narciarska Adlerschanze, Schwarzwaldzkie Muzeum Narciarstwa (Schwarzwälder Skimuseum) oraz kościół.

## Osoby

### Urodzone w Hinterzarten
- Dieter Thoma – niemiecki skoczek narciarski
- Georg Thoma – niemiecki kombinator norweski, Mistrz Olimpijski z 1960 roku

### Związane z gminą
- Edith Picht-Axenfeld – niemiecki pianista
- Sven Hannawald – niemiecki skoczek narciarski

## Współpraca
Miejscowości partnerskie:
- Eguisheim, Francja
- Bromont, Kanada

## Galeria

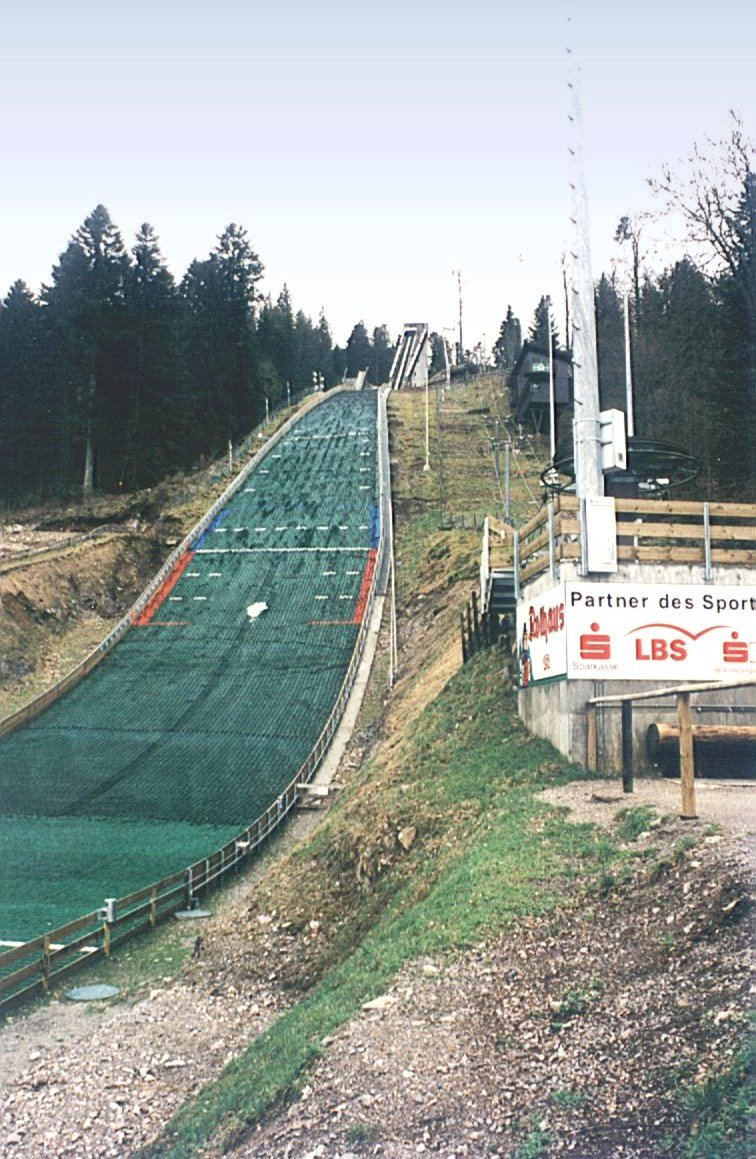
Skocznia Adlerschanze
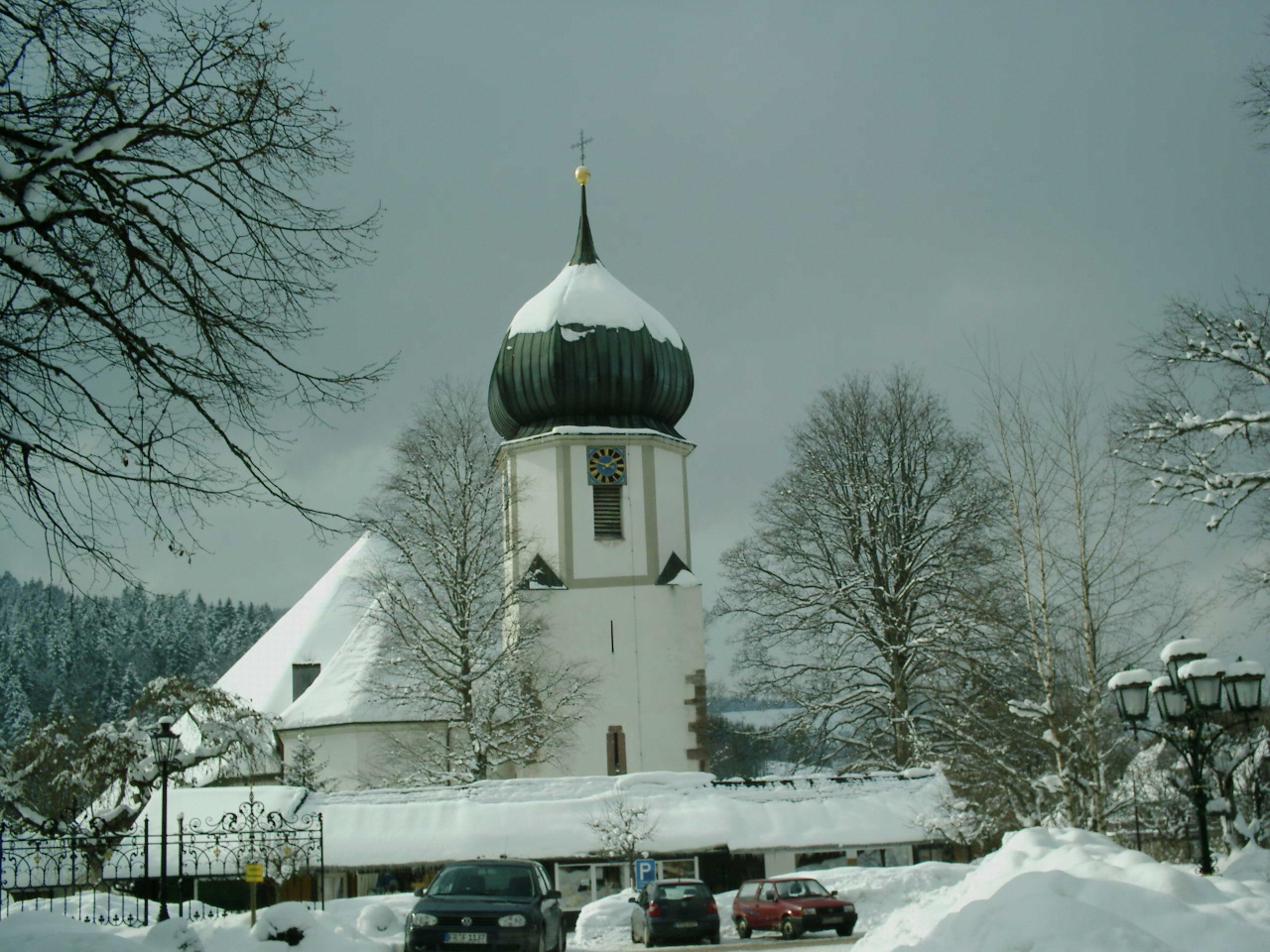
Kościół w Hinterzarten